# Akademia Kultury w Charkowie
Akademia Kultury, także Charkowska Akademia Kultury (ChAK) – powołana w 1929 roku państwowa uczelnia z siedzibą w Charkowie.

## Historia
Akademia powstała w dniu 10 września 1929 roku jako Instytut Nauk Politycznych, wyodrębniony z Charkowskiego Instytutu Edukacji Narodowej (1921-1933), który był tymczasową uczelnią utworzoną w miejscu Uniwersytetu Charkowskiego. W ciągu roku szkoła została przemianowana na Charkowski Instytut Edukacji Politycznej, a w roku następnym na Wszechukraiński Instytutu Edukacji Komunistycznej. W lipcu 1935 roku Instytut został przekształcony na Ukraiński Instytut Bibliotekoznawstwa, który obejmował tylko dwa wydziały bibliotekoznawstwa. W 1939 roku uczelnia została przemianowana na Ukraiński Państwowy Instytut Bibliotekoznawstwa. Podczas II wojny światowej instytut po raz kolejny stał się wydziałem Uniwersytetu Charkowskiego, który został ewakuowany do Kyzyłorda w dzisiejszym Kazachstanie. Po wojnie, w czerwcu 1947 roku instytut powrócił do Charkowa jako Państwowy Instytut Bibliotekoznawstwa. W 1950 roku został otwarty Wydział Edukacji Kulturalnej. W 1964 Instytut został przekształcony w Państwowy Instytut Kultury w Charkowie. Po upadku Związku Radzieckiego w Instytucie powstało wiele nowych wydziałów. W dniu 8 czerwca 1998 Instytut został przemianowany na Charkowską Państwową Akademię Kultury.
Charkowska Akademia Kultury znajduje się w pierwszej dziesiątce najlepszych uczelni artystycznych na Ukrainie.
Uczelnia należy do Międzynarodowej Federacji Stowarzyszeń i Instytucji Bibliotekarskich (IFLA) oraz współpracuje m.in. z Robert Gordon University (Szkocja), Uniwersytetem Amsterdamskim (Holandia) i University of Illinois (USA).

## Struktura
- Wydział Komunikacji Społecznej
  - Katedra Bibliotekoznawstwa
  - Katedra Dokumentacji Naukowej
  - Katedra Technologii Informacyjnych
  - Katedra Dokumentacji i Zarządzania Informacją
  - Katedra Pedagogiki
  - Studium Języków Obcych
- Wydział Zarządzania
  - Katedra Zarządzania i Administracji
  - Katedra Turystyki
  - Katedra Psychologii Społecznej
  - Katedra Filozofii i Politologii
- Wydział Kulturoznawstwa
  - Katedra Kulturoznawstwa i Komunikacji Medialnej
  - Katedra Zarządzania Kulturą
  - Katedra Muzealnictwa i Zabytków
- Wydział Muzyki i Sztuk Pięknych
- Wydział Sztuki Teatralnej
  - Katedra Aktorstwa
  - Katedra Reżyserii
  - Katedra Historii Teatru
- Wydział Filmu i Telewizji
- Wydział Choreografii

## Rektorzy
- 1947–1952 – Teodor T. Kovpyk
- 1952-1970 – Ołeksandr Iwanowicz Evseev
- 1970-1989 – Anatolij Lavrentovich Opryschenko
- 1989-dziś – Vasyl Sheyko